# Ștefan Popescu
Ștefan Adrian Popescu (Iași, 5 maggio 1993) è un ex calciatore rumeno, di ruolo difensore.

## Carriera

### Club
Cresciuto nel settore giovanile dell'Astra Giurgiu, cresce poi nel settore giovanile delle italiane Roma e Cesena, con quest'ultima disputa 17 presenze nel Campionato Primavera, realizzando nell'unica convocazione in prima squadra una rete contro il Napoli in Coppa Italia il 12 gennaio 2012. Nell'estate del 2012 passa ai francesi dell'Ajaccio, che per la stagione 2012-2013 lo girano in prestito al Marsiglia dove colleziona 16 presenze con la squadra riserve nella quinta serie francese senza mai riuscire ad esordire in prima squadra.
L'anno successivo ritorna all'Ajaccio in Ligue 1 e vi disputa 6 partite (oltre a 3 gare con la squadra riserve), per poi passare prima al Bolton (dove gioca una partita nella squadra Under-21 nel gennaio 2014) ed infine tornare in patria all'Astra Giurgiu, squadra in cui era cresciuto, dove gioca 2 partite nella massima serie rumena e vince la Coppa di Romania.
Il 22 agosto 2014 viene acquistato a titolo definitivo dal Cagliari che lo gira in prestito alla Ternana in Serie B. Debutta in rossoverde nel campionato cadetto il 28 ottobre 2014 in occasione della partita Carpi-Ternana (3-1). Conclude la stagione con 26 presenze.
Il 12 agosto 2015 viene ceduto al Modena. Il 30 maggio 2016 rinnova il contratto con i Canarini fino al 2018. Il 10 novembre 2017, dopo l'esclusione dal campionato della squadra emiliana, viene svincolato d'ufficio.
Il giorno dopo viene tesserato dalla Salernitana, firmando un quadriennale.

### Nazionale
Nel 2013 ha esordito in Nazionale Under-21, giocando alcune partite di qualificazione agli Europei di categoria del 2015; in particolare, gioca la sua prima partita con la squadra il 10 settembre 2013 sul campo dei pari età del Montenegro.

## Statistiche

### Presenze e reti nei club
Statistiche aggiornate al 3 marzo 2018.
| Stagione        | Squadra         | Campionato      | Campionato | Campionato | Coppe nazionali | Coppe nazionali | Coppe nazionali | Coppe continentali | Coppe continentali | Coppe continentali | Altre coppe | Altre coppe | Altre coppe | Totale | Totale |
| Stagione        | Squadra         | Comp            | Pres       | Reti       | Comp            | Pres            | Reti            | Comp               | Pres               | Reti               | Comp        | Pres        | Reti        | Pres   | Reti   |
| --------------- | --------------- | --------------- | ---------- | ---------- | --------------- | --------------- | --------------- | ------------------ | ------------------ | ------------------ | ----------- | ----------- | ----------- | ------ | ------ |
| 2011-2012       | Cesena          | A               | 0          | 0          | CI              | 1               | 1               | -                  | -                  | -                  | -           | -           | -           | 1      | 1      |
| 2012-2013       | O. Marsiglia 2  | CFA             | 16         | 0          | -               | -               | -               | -                  | -                  | -                  | -           | -           | -           | 16     | 0      |
| 2013-gen. 2014  | Ajaccio         | L1              | 6          | 0          | CF+CdL          | 0               | 0               | -                  | -                  | -                  | -           | -           | -           | 6      | 0      |
| gen.-giu. 2014  | Astra Giurgiu   | Liga I          | 2          | 0          | CR              | 0               | 0               | -                  | -                  | -                  | -           | -           | -           | 2      | 0      |
| 2014-2015       | Ternana         | B               | 26         | 0          | CI              | 0               | 0               | -                  | -                  | -                  | -           | -           | -           | 26     | 0      |
| 2015-2016       | Modena          | B               | 12         | 0          | CI              | 0               | 0               | -                  | -                  | -                  | -           | -           | -           | 12     | 0      |
| 2016-2017       | Modena          | LP              | 33         | 3          | CI+CI-LP        | 2+1             | 0               | -                  | -                  | -                  | -           | -           | -           | 36     | 3      |
| ago.-nov. 2017  | Modena          | C               | -          | -          | CI-C            | 2               | 0               | -                  | -                  | -                  | -           | -           | -           | 2      | 0      |
| Totale Modena   | Totale Modena   | Totale Modena   | 45         | 3          |                 | 5               | 0               |                    | -                  | -                  |             | -           | -           | 50     | 3      |
| nov. 2017-2018  | Salernitana     | B               | 5          | 0          | CI              | -               | -               | -                  | -                  | -                  | -           | -           | -           | 5      | 0      |
| Totale carriera | Totale carriera | Totale carriera | 100        | 3          |                 | 6               | 1               |                    | -                  | -                  |             | -           | -           | 106    | 4      |

## Palmarès

### Club

#### Competizioni nazionali
- Coppa di Romania: 1

Astra Giurgiu: 2013-2014